# Он и она (фильм, 2019)
«Он и она» (фр. Deux moi) ― французский фильм 2019 года режиссёра Седрика Клапиша. Премьера фильма состоялась на Фестивале франкоязычного кино в Ангулеме в 2019 году (FFA).

## Сюжет
Реми работает на неквалифицированной работе, а Мелани занимается научными исследованиями. Они — тридцатилетние парижане, находящиеся в депрессии. Жертвы одиночества мегаполиса, они тщетно пытаются где-то с кем-то встретиться, например в социальных сетях, а сами живут на одном этаже двух таунхаусов. Оба проходят психотерапию и вступают на путь, который приведет их друг к другу.

## В ролях
- Франсуа Сивиль — Реми Пеллетье
- Ана Жирардо — Мелани Брюне
- Франсуа Берлеан — Дж. Б. Мейер (психолог Реми)
- Камилль Коттен — психолог Мелани
- Эй Айдара — Джена

## Выход
Мировая премьера фильма состоялась на Фестивале франкоязычных фильмов в Ангулеме 21 августа 2019 года. Он был выпущен в кинотеатрах Франции 11 сентября 2019 года и на VOD компанией Distrib Films 6 октября 2020 года.

## Приём
Фильм собрал 5,5 миллионов долларов по всему миру.
По состоянию на январь 2021 года все восемь отзывов критиков, собранных на Rotten Tomatoes, положительные, со средним рейтингом 7,9/10.